# Elvira Rodríguez Herrer
Elvira Rodríguez Herrer (Madrid, Espanya, 15 de maig de 1949) és una política espanyola, nomenada Ministra de Medi Ambient en el segon govern de José María Aznar.

## Orígens
Va néixer el 15 de maig de 1949 a la ciutat de Madrid. Va estudiar ciències econòmiques i comercials a la Universitat Complutense de Madrid. L'any 1972 aconseguí, per oposició, ser interventora i auditora de l'Estat, una de les primeres dones a aconseguir-ho, i esdevenint membre del Tribunal de Comptes entre 1978 i 1996.

## Activitat política
L'any 1996 amb l'arribada al poder del Partit Popular mitjançant la seva victòria a les eleccions generals d'aquell any fou nomenada Directora General de Pressupostos pel Ministre d'Economia i Hisenda Rodrigo Rato. L'any següent fou designada pel Consell de Ministres representant de l'Administració General de l'Estat en la Comissió Mixta del Concert Econòmic del País Basc, càrrec que renovà el 1999.
Amb la formació del segon govern José María Aznar la nomenà Secretària d'Estat de Pressupostos i Despeses depenent del Ministre d'Hisenda Cristóbal Montoro.
Afiliada l'any 2002 al Partit Popular després de ser convidada pel president Aznar, el 3 de març de 2003 fou nomenada Ministra de Medi Ambient en substitució de Jaume Matas, el qual abandonà el Govern d'Espanya per esdevenir candidat a les eleccions al Parlament de les Illes Balears. Durant el seu mandat Rodríguez continuà les polítiques del seu predecessor, especialment pel que fa al projecte del Pla Hidrològic Nacional.
En les eleccions generals de l'any 2004 fou escollida diputada al Congrés dels Diputats per la província de Múrcia, i va esdevenir vocal de la Comissió d'Economia i Hisenda del Congrés, i de la Comissió de Pressupostos i portaveu de la Comissió Mixta per a les Relacions amb el Tribunal de Comptes.
Va presidir el PP de la ciutat de Majadahonda fins al juliol de 2006 i posteriorment va esdevenir secretària de l'Àrea de Política Econòmica i Ocupació del Partit Popular. Consellera de Transports de la Comunitat de Madrid en el govern d'Esperanza Aguirre entre 2006 i 2007, des de juny d'aquest últim any va ser presidenta de l'Assemblea de Madrid.
En 2012 va ser designada presidenta de la CNMV.